# Ракета (фильм)
«Ракета» (англ. The Rocket, лаос. ບັ້ງໄຟ, тайск. บั้งไฟ (บุญติดจรวด)) — австралийский кинофильм режиссёра Кима Мордонта, вышедший на экраны в 2013 году. Лента была отобрана в качестве австралийского кандидата на премию «Оскар» за лучший фильм на иностранном языке, однако не попала в список номинантов.

## Сюжет
Ало появился на свет в глухой лаосской горной деревне и был единственным выжившим из двух близнецов; его брат родился мёртвым. По местным поверьям, близнецы приносят несчастье, поэтому первым желанием бабушки Тайток было убить младенца, но мать не позволила этого сделать.
Семь лет спустя несчастья начинают преследовать семью Ало. Из-за начала планового строительства австралийскими и тайскими строителями на месте их деревни ГЭС они вынуждены покинуть родные места, причём во время переезда трагически погибает мать Ало. Бабушка обвиняет мальчика в её смерти.
В лагере для переселенцев несчастному семейству также не удаётся задержаться надолго, поскольку Ало оказывается козлом отпущения за все страдания бедняков, собравшихся здесь. Желая доказать себе и окружающим, что он тоже может приносить удачу, мальчик решает принять участие в традиционном конкурсе пиротехнических ракет, проходящем в соседнем городке.
Порох для ракет в Лаосе достать очень легко, ведь вся земля вокруг заполнена неразорвавшимися американскими минами и бомбами с времён гражданской войны. С помощью своих новых друзей — маленькой девочки-сироты Киа и её дяди «Фиолетового», который смешно имитирует певца Джеймса Брауна, Ало начинает создание из подручных материалов самой большой ракеты…

## В ролях
- Ситтифон Дисамоэ — Ало
- Элис Кеохавонг — Мали, мать Ало
- Сумрит Варин — Тома, отец Ало
- Бунсри Йинди — Тайток, бабушка Ало
- Лунгнам Каосайнам — Киа
- Сутеп По-нгам — «Фиолетовый», дядя Киа

## Награды и номинации
- 2013 — три приза Берлинского кинофестиваля: «Хрустальный медведь», премия за лучший дебютный фильм[1] и приз организации Amnesty International (все — Ким Мордонт).
- 2013 — призы за лучший повествовательный фильм и за лучшую мужскую роль (Ситтифон Дисамоэ) на кинофестивале «Трайбека».
- 2013 — приз зрительских симпатий на кинофестивале в Сиднее.
- 2013 — приз за самый популярный фильм на Мельбурнском кинофестивале.
- 2013 — приз зрительских симпатий фестиваля Американского института кино в категории «лучший международный фильм».
- 2014 — премия Австралийской киноакадемии за лучший оригинальный сценарий (Ким Мордонт), а также 11 номинаций: лучший фильм (Сильвия Вильчински), режиссура (Ким Мордонт), мужская роль (Ситтифон Дисамоэ), мужская роль второго плана (Сутеп По-нгам), женская роль второго плана (Элис Кеохавонг), операторская работа (Эндрю Коммис), оригинальная музыка (Кейтлин Йео), монтаж (Ник Майерс), художник (Пит Бакстер), костюмы (Воранун Пуэакпан, Сильвия Вильчински), звук.
- 2014 — три премии Австралийского кружка кинокритиков: лучший фильм (Сильвия Вильчински), лучший молодой актёр (Ситтифон Дисамоэ) и лучшая музыка (Кейтлин Йео). Кроме того, лента была номинирована ещё в пяти категориях.
- 2014 — 7 номинаций на премию Австралийской ассоциации кинокритиков.

## Дополнительные факты
- Ежегодные фестивали пиротехнических ракет в Лаосе принято устраивать в честь таинственных священных драконов-«нагов», запускающих по ночам огненные шары на реке Меконг[2].